# Pohlia cratericola
Pohlia cratericola là một loài Rêu trong họ Bryaceae. Loài này được Broth. miêu tả khoa học đầu tiên năm 1910.